# Microcleonus
Microcleonus — рід жуків родини Довгоносики (Curculionidae)

## Зовнішній вигляд
Жуки цього роду мають середні розміри, довжина їх тіла коливається в межах 7-8.5 мм. Основні ознаки:
- голова та головотрубка не розділені поперечним вдавленням на лобі;
- передньоспинка посередині із поздовжньою борозенкою, яка вистелена крупними лусочками, майже дорівнює її найбільшій ширині біля основи, трохи звужена до переду, із слабкою, перетяжкою по боках біля переднього краю;
- надкрилля не мають плечей, не ширші за передньоспинку, зверху сильно опуклі, з тонкими поздовжніми лінійними борозенками з крапочок, проміжки між борозенками рівномірно широкі;
- ноги тонкі, перші два членики їх лапок видовжені, кігтики зрослися.

## Спосіб життя
Невідомий, ймовірно, він типовий для Cleonini. Вид Microcleonus secundus знайдений в горах на висоті 2500-3000 м.

## Географічне поширення
Ареал роду зосереджений у східній частини півдня Палеарктики (див. нижче).

## Класифікація
У цьому роді описано 3 види:
- Microcleonus panderi (Fischer von Waldheim, 1835) — Казахстан, Монголія, Північний Китай
- Microcleonus secundus Ter-Minasian, 1972 — Монголія
- Microcleonus sedakoffi (Boheman, 1842) — Східний Сибір